# Seznam osebnih imen na E
Seznam osebnih imen, ki se pričnejo s črko E.

## Seznam

### Ed
- Eda
- Edi
- Edin
- Edina
- Edis
- Edisa
- Edit
- Edita
- Edith
- Edmond
- Edmund
- Edmunda
- Edo
- Edon
- Edona
- Eduard
- Edvard
- Edvarda
- Edvin
- Edvina

### Eg
- Egbert
- Egidij
- Egidija
- Egon
- Egzon
- Egzona

### Ek
- Ekaterina
- Ekrem

### El
- Ela
- Elda
- Eldin
- Eldina
- Elen
- Elena
- Eleonora
- Elfrida
- Eli
- Elia
- Elias
- Elica
- Elija
- Elijah
- Elijo
- Elio
- Elis
- Elisa
- Elisabeth
- Eliza
- Elizabeta
- Elizabeth
- Ella
- Ellen
- Elka
- Elma
- Elmedin
- Elmedina
- Elmin
- Elmina
- Elmir
- Elsa
- Elvedin
- Elvedina
- Elvin
- Elvir
- Elvira
- Elvis
- Elvisa
- Elza

### Em
- Ema
- Emanuel
- Emanuela
- Emeran
- Emerik
- Emerika
- Emi
- Emica
- Emil
- Emili
- Emilia
- Emilij
- Emilija
- Emilijan
- Emilijana
- Emiljan
- Emiljana
- Emin
- Emina
- Emine
- Emir
- Emira
- Emma
- Emrah

### En
- Ena
- Enej
- Enes
- Endi
- Endrina
- Enea
- Eneja
- Enesa
- Eni
- Enia
- Enis
- Enisa
- Enja
- Enrique
- Enya
- Enver

### Er
- Erazem
- Eric
- Erik
- Erika
- Erin
- Ermin
- Ermina
- Erminija
- Erna
- Ernes
- Ernest
- Erneata
- Ernestina
- Ernst
- Eros
- Ersan
- Ervin
- Ervina

### Es
- Esad
- Esada
- Esma
- Esmeralda
- Ester
- Estera
- Esther

### Et
- Etbin
- Ethan
- Etien
- Etjan

### Eu
- Eugen

### Ev
- Eva
- Eva Julija
- Eva Marija
- Eva Zala
- Evald
- Evalda
- Evan
- Eve
- Evelin
- Evelina
- Evelyn
- Evfemija
- Evgen
- Evgenij
- Evgenija
- Evica
- Evita
- Evlalija
- Evstahij
- Evstahija